# Попелянский, Яков Юрьевич
Я́ков Ю́рьевич Попеля́нский (12 (25) ноября 1917, Самгородок, Киевская губерния — 12 января 2003, Сиэтл) — советский (российский) невропатолог, доктор медицинских наук, профессор, заслуженный деятель науки РФ, почётный член Евро-Азиатской академии медицинских наук.

## Биография
Родился 25 ноября 1917 года в местечке Самгородок Бердичевского уезда Киевской губернии (ныне территория Винницкой области), в еврейской семье. Младший из шести детей. Его отец Юдель Попелянский был убит на глазах семьи во время еврейского погрома в августе 1919 года. Учился в хедере и в детстве говорил только на идише, потом окончил семилетнюю украинскую школу. В 1931 году мать, Марию Попелянскую, раскулачили и она с детьми переехала в Винницу, где он поступил в седьмой класс Первой образцовой школы имени Льва Толстого, с обучением на русском языке.
В 1935 году Яков Попелянский поступил в 1-й Московский медицинский институт, который окончил 16 сентября 1940 года.
С начала Великой Отечественной войны на фронте, капитан медицинской службы, старший врач 836-го дальнебомбардировочного авиаполка. Награждён орденом Красной Звезды, медалями.
После войны аспирант института неврологии АМН СССР, после окончания аспирантуры был направлен на кафедру психиатрии в Кишинёвский медицинский институт. В 1950 году защищает кандидатскую диссертацию по теме: «Сравнительная клиническая характеристика дрожательного паралича и постэнцефалического паркинсонизма».
До 1957 года работал в Кишинёве, Чкалове, Москве, где начинает исследовать проблемы шейно-грудных и пояснично-крестцовых радикулитов. Систематические наблюдения приводят Попелянского к выводу о связи в некоторых случаях радикулярных симптомов с патологией позвоночника. Эти наблюдения способствовали обоснованию системы взглядов об остеохондрозе в СССР.
В [1957 году Попелянский переезжает в Новокузнецк, где продолжает исследования по теме остеохондроза любой локализации и его проявлений.
В 1960-е годы наибольшее внимание Я. Ю. Попелянский уделяет исследованиям синдромов и лечения остеохондроза шейного отдела позвоночника. В 1963 году защищает докторскую диссертацию в Куйбышеве по теме: «Шейный остеохондроз (клиника, диагностика и лечение)», а в 1966 году издательством «Медицина» издаётся монография Я. Ю. Попелянского «Шейный остеохондроз».
В 1967 году был избран заведующим кафедрой нервных болезней Казанского медицинского института, где им создана школа вертеброневрологии и где он проработал более 30 лет.
Я. Ю. Попелянским разработаны теоретические, методологические и практические основы новой медицинской дисциплины, родившейся на стыке неврологии и ортопедии: неврологии опорно-двигательного аппарата или ортопедической неврологии.
Многие термины, связанные с симптоматикой остеохондроза, и само понятие «остеохондроз» получили новое содержание, благодаря работам профессора Попелянского и его учеников. На базе Новокузнецкой и Казанской школ разработаны научные методы реабилитации и техники мануальной терапии.
Основные работы:
- «Шейный остеохондроз» (Москва, 1966)
- «Вертеброгенные заболевания нервной системы» 1—4 том (Казань, 1974—1986)
- «Болезни периферической нервной системы» (Москва, 1989)
- «Ортопедическая неврология» (Казань, 1997)

В 2000 году Я. Ю. Попелянский переехал на постоянное жительство в США, где прожил три года. Умер 12 января 2003 года в Сиэтле (штат Вашингтон).

### Общественная позиция
Я. Ю. Попелянского характеризует случай при осуждении «антинаучных взглядов» Н. А. Бернштейна, когда ещё аспирант, Попелянский единственный выступил в защиту учёного. Невзирая на защищённую диссертацию, Попелянский, единственный, не был обеспечен работой.
Доктор Попелянский не скрывал своего отношения к антисемитизму. Отца его убили погромщики.

### Педагогическая деятельность
По отзывам учеников, Я. Ю. Попелянский обладал талантом оратора, лекции которого предпочтительнее было слушать, чем записывать.
Среди его учеников 13 докторов наук, 38 кандидатов наук, заведующие кафедрами, доценты, директора клиник и вертеброневрологических центров, авторы монографий.